# Octavio Cisneros
Octavio Cisneros (* 19. Juli 1945 in Havanna) ist ein US-amerikanischer römisch-katholischer Geistlicher und emeritierter Weihbischof in Brooklyn.

## Leben
Der Bischof von Brooklyn, Francis J. Mugavero, weihte ihn am 29. Mai 1971 zum Priester.
Papst Benedikt XVI. ernannte ihn am 6. Juni 2006 zum Weihbischof in Brooklyn und Titularbischof von Eanach Dúin. Der Bischof von Brooklyn, Nicholas Anthony DiMarzio, spendete ihm am 22. August desselben Jahres zusammen mit Frank Joseph Caggiano die Bischofsweihe; Mitkonsekratoren waren Thomas Vose Daily, Altbischof von Brooklyn, und Ignatius Anthony Catanello, Weihbischof in Brooklyn.
Am 30. Oktober 2020 nahm Papst Franziskus das von Octavio Cisneros aus Altersgründen vorgebrachte Rücktrittsgesuch an.